# Мось, Кася
Катажина Мось (пол. Katarzyna Moś), более известная как Кася Мось (пол. Kasia Moś; родилась 3 марта 1987 года, Руда-Слёнска, Польша), — польская певица, представительница Польши на «Евровидении-2017» в Киеве.

## Биография
Катажина Мось родилась в семье Марка Мося, дирижёра оркестра Aukso. Закончила музыкальную школу имени Фредерика Шопена в Бытоме. Выпускница факультета джаза и развлекательной музыки по классу вокала Музыкальной академии имени Кароля Шимановского в Катовицах.